# رقص عصر النهضة

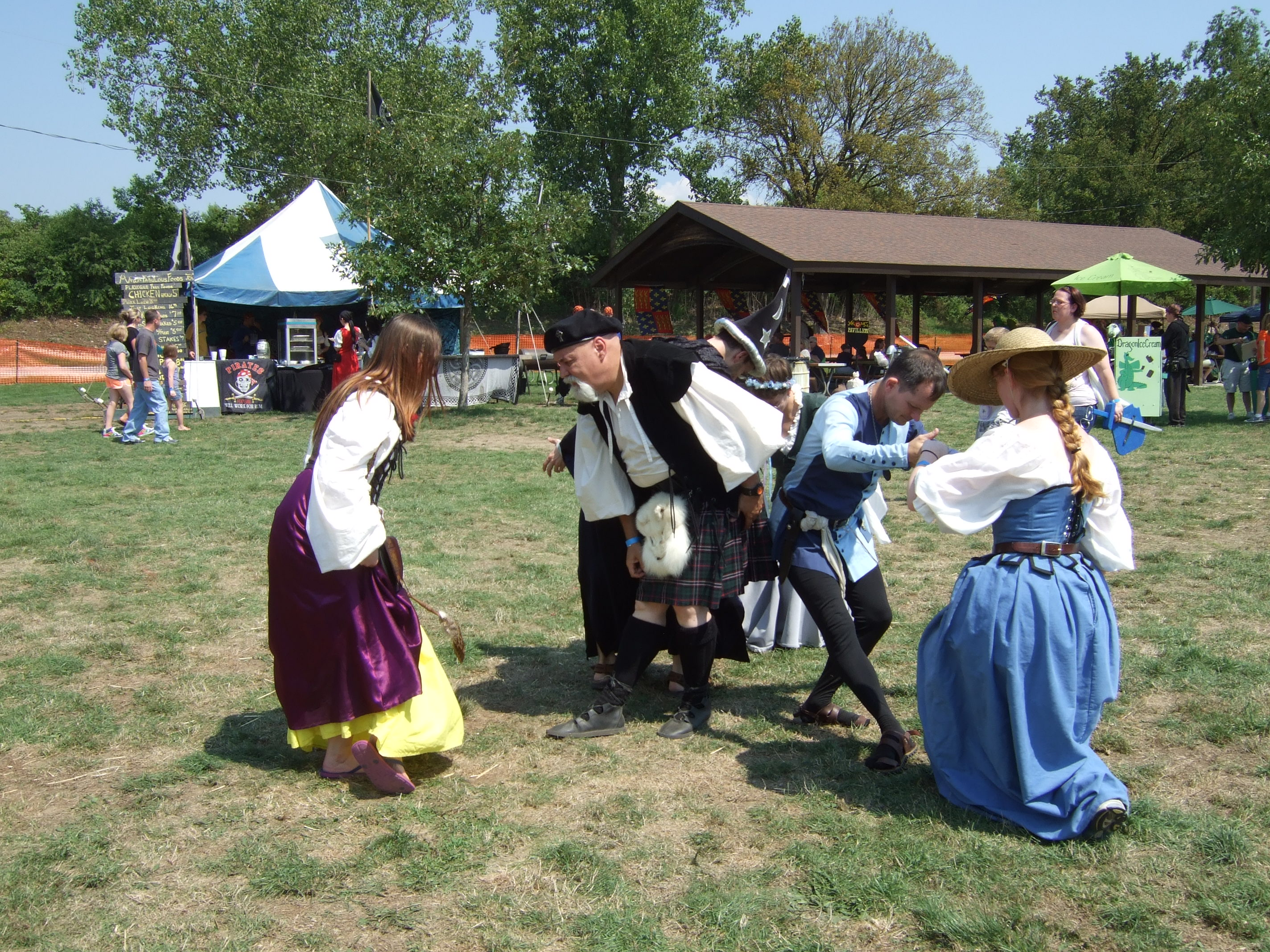
مهرجان النهضة في إلينوي ، دانفيل

تنتمي رقصات عصر النهضة إلى مجموعة واسعة من الرقصات التاريخية. خلال فترة عصر النهضة، كان هناك تمييز كبير بين الرقصات الريفية ورقصات البلاط، إذ تطلبت رقصات البلاط خضوع الراقصين للتدريب، وكثيرًا ما كان يهدف هذا النوع من الرقصات إلى العرض والترفيه، بينما كان بإمكان أي شخص محاولة الرقص بالطريقة الريفية. في البلاط الحكومي، كان يتبع الترفيهَ الرسمي غالبًا ساعاتٌ طويلة من الرقصات الريفية التي من الممكن لجميع الحاضرين أن ينضموا إليها. ظلت الرقصات التي توصف بأنها رقصات ريفية كالكيارانتانا والكيارنزانا شعبية لفترة طويلة من الزمن؛ أكثر من قرنين من الزمن في حالة الرقص هذه. من الممكن تشبيه رقص عصر النهضة بحفلات الرقص الجماعية.
وصلت المعلومات حول رقصات البلاطات الحكومية إلى الأجيال اللاحقة بشكل أفضل من المعلومات المتعلقة بالرقصات الشعبية، إذ عمل أساتذة الرقص على تجميع هذه التعليمات في مخطوطات ونشرها في وقت لاحق ضمن كتب مطبوعة. تعود أقدم المخطوطات التي تشرح التعليمات المفصلة للرقص، والتي تمكنت من البقاء حتى يومنا هذا، إلى إيطاليا في القرن الخامس عشر. أما أقدم تعليمات الرقص المطبوعة، فتعود إلى أواخر القرن السادس عشر في فرنسا وإيطاليا. تُعتبر مخطوطة غريسلي أقدم مخطوطة تنطوي على توصيفات لإحدى الرقصات في إنجلترا، ويعود تاريخها إلى عام 1500 ميلادي تقريبًا، ومن الممكن مشاهدة هذه المخطوطة في يومنا هذا في مكتب ديربشاير للسجلات، D77 B0x 38 pp 51–79. نُشرت هذه المخطوطة مؤخرًا تحت عنوان «أظهر فرحك: رقصات تعود إلى إنجلترا في القرن الخامس عشر مأخوذة من مخطوطة غريسلي». ظهر أول مصدر إنجليزي مطبوع في عام 1651، في أولى مطبوعات دار جون بلايفورد للنشر.
تتنوع طبيعة الرقصات في هذه الكتيبات بشكل كبير، إذ تتراوح من الرقصات البطيئة الفخمة «الطوافية» (باس دانس، وَبافان، وَألمين) وحتى الرقصات السريعة والحيوية (غاليارد، وَكورانتو، وَكناريو). أُطلق على النوع الأول من الرقصات التي لا يرفع فيها الراقصون أقدامهم من على الأرض اسم رقص باس، بينما أُطلق على الرقص الحيوي الذي يتضمن قفزات ورفع الشريك اسم رقص هاوت. استمتعت ملكة إنجلترا إليزابيث الأولى برقصة الغاليارد، وكانت رقصة لا سباغنوليتا رقصةَ البلاط المفضلة لديها.
صُمم بعض الرقصات، وارتُجل بعضها الآخر. تنطوي إحدى الرقصات الخاصة بالأزواج التي تسمى فولتا، والتي تُعتبر أحد أشكال رقصة الغاليارد، على عناق حميم بين الرجل والمرأة، مع رفع الرجل المرأةَ في الهواء بينما يدوران معًا ثلاثة أرباع دورة حول نفسيهما. رقص العديد من الناس رقصات أخرى، كالبرانلز أو البرانسلز، في دوائر أو خطوط مستقيمة.

## وصلات خارجية
- Renaissance dance category على مشروع الدليل المفتوح
- Renaissance Footnotes, a UK dance group recreating dances of the renaissance